# Guksu femminile
Il Guksu femminile (talvolta traslitterato Kuksu) è una competizione di Go sudcoreana riservata alle professioniste.
Le 16 partecipanti si affrontano in un torneo a eliminazione diretta, con finale al meglio dei tre incontri.
La borsa della vincitrice è di 20 milioni di won, mentre alla seconda arrivata vanno 10 milioni di won.

## Albo d'oro
| Anno | Edizione      | Vincitrice     | Punteggio     | Seconda classificata |
| ---- | ------------- | -------------- | ------------- | -------------------- |
| 1994 | 1             | Yun Yeong-seon |               | Kim Min-heui         |
| 1995 | 2             | Yun Yeong-seon |               | Yi Yeong-sin         |
| 1996 | 3             | Yun Yeong-seon |               | Yi Cheong-weon       |
| 1997 | 4             | Yi Yeong-sin   |               | Hong Kkoch'-no-eul   |
| 1998 | 5             | Yun Yeong-seon |               | Huang Yan            |
| 1999 | 6             | Rui Naiwei     |               | Yi Chi-hyeon         |
| 2000 | 7             | Rui Naiwei     |               | Cho Hye-yeon         |
| 2001 | non disputata | non disputata  | non disputata | non disputata        |
| 2002 | 8             | Rui Naiwei     |               | Cho Hye-yeon         |
| 2003 | 9             | Cho Hye-yeon   |               | Rui Naiwei           |
| 2004 | 10            | Cho Hye-yeon   |               | Yun Yeong-seon       |
| 2005 | non disputata | non disputata  | non disputata | non disputata        |
| 2006 | 11            | Rui Naiwei     |               | Cho Hye-yeon         |
| 2007 | 12            | Rui Naiwei     | 2-0           | Cho Hye-yeon         |
| 2008 | 13            | Park Ji-eun    | 2-1           | Lee Minjin           |
| 2009 | 14            | Rui Naiwei     | 2-0           | Lee Hajin            |
| 2010 | 15            | Rui Naiwei     | 2-0           | Cho Hye-yeon         |
| 2011 | 16            | Rui Naiwei     | 2-0           | Kim Yunyoung         |
| 2012 | 17            | Park Ji-yeon   | 2-1           | Park Ji-eun          |
| 2013 | 18            | Kim Hyeoimin   | 2-0           | Park Ji-yeon         |
| 2014 | 19            | Kim Chae-yeong | 2-1           | Park Ji-eun          |
| 2015 | 20            | Park Ji-yeon   | 2-1           | Kim Jinyoung         |
| 2016 | 21            | O Yu-jin       | 2-1           | O Junga              |
| 2017 | 22            | Choi Jeong     | 2-0           | Kim Chae-yeong       |
| 2018 | 23            | Choi Jeong     | 2-1           | Lee Sula             |
| 2019 | 24            | Choi Jeong     | 2-0           | O Yu-jin             |
| 2020 | 25            | Choi Jeong     | 2-0           | Kim Hyeoimin         |
| 2021 | 26            | O Yu-jin       | 2-1           | Choi Jeong           |
| 2022 | 27            | Choi Jeong     | 2-0           | Kim Hyeoimin         |
| 2023 | 28            | Choi Jeong     | 2-1           | Kim Chae-yeong       |
| 2024 | 29            | Kim Chae-yeong | 2-0           | Nakamura Sumire      |